# Anguilla vid världsmästerskapen i friidrott 2023
Anguilla tävlade vid världsmästerskapen i friidrott 2023 i Budapest i Ungern mellan den 19 och 27 augusti 2023.

## Resultat
Anguillas trupp bestod av en idrottare.

### Herrar
Gång- och löpgrenar
| Idrottare       | Gren      | Inledande omgång | Inledande omgång | Försöksheat      | Försöksheat      | Semifinal        | Semifinal        | Final            | Final            |
| Idrottare       | Gren      | Resultat         | Placering        | Resultat         | Placering        | Resultat         | Placering        | Resultat         | Placering        |
| --------------- | --------- | ---------------- | ---------------- | ---------------- | ---------------- | ---------------- | ---------------- | ---------------- | ---------------- |
| Terrone Webster | 100 meter | 11,03            | 4                | Gick inte vidare | Gick inte vidare | Gick inte vidare | Gick inte vidare | Gick inte vidare | Gick inte vidare |